# ماريبور

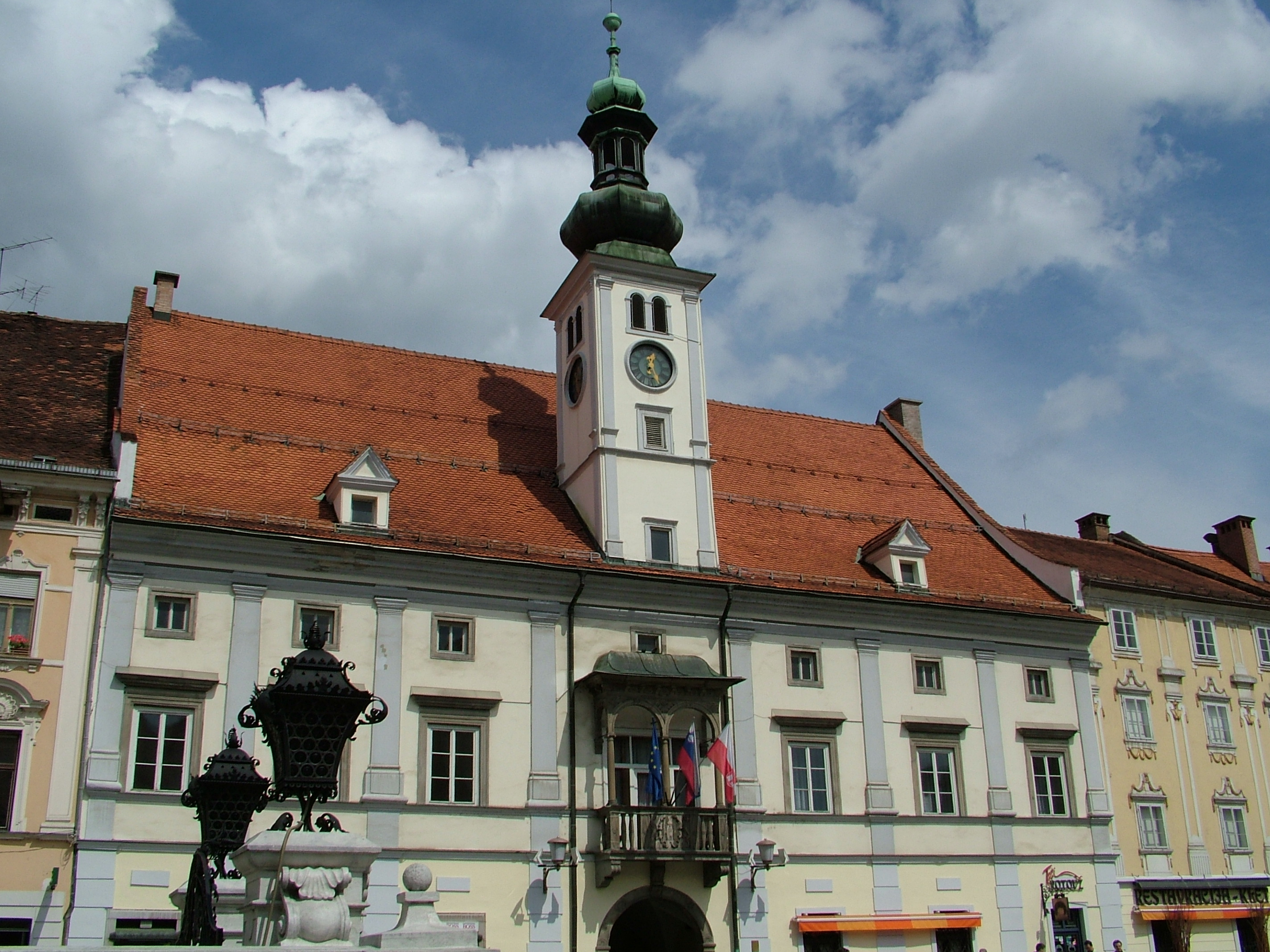

ماريبور (بالإنجليزية: Maribor)‏ ثاني أكبر مدن سلوفينيا . يبلغ عدد سكان المدينة 112,642 نسمة حسب إحصاء سنة 2009 بينما تبلغ مساحتها 147,5 كيلومتر مربع .

## المناخ
يظهر الجدول التالي التغييرات المناخية على مدار السنة لماريبور:
| البيانات المناخية لـماريبور | البيانات المناخية لـماريبور | البيانات المناخية لـماريبور | البيانات المناخية لـماريبور | البيانات المناخية لـماريبور | البيانات المناخية لـماريبور | البيانات المناخية لـماريبور | البيانات المناخية لـماريبور | البيانات المناخية لـماريبور | البيانات المناخية لـماريبور | البيانات المناخية لـماريبور | البيانات المناخية لـماريبور | البيانات المناخية لـماريبور | البيانات المناخية لـماريبور |
| الشهر | يناير                       | فبراير                      | مارس                        | أبريل                       | مايو                        | يونيو                       | يوليو                       | أغسطس                       | سبتمبر                      | أكتوبر                      | نوفمبر                      | ديسمبر                      | المعدل السنوي               |
| --- | --------------------------- | --------------------------- | --------------------------- | --------------------------- | --------------------------- | --------------------------- | --------------------------- | --------------------------- | --------------------------- | --------------------------- | --------------------------- | --------------------------- | --------------------------- |
| الدرجة القصوى °م (°ف) | 17.4 (63.3)                 | 21.5 (70.7)                 | 26.0 (78.8)                 | 28.0 (82.4)                 | 30.9 (87.6)                 | 34.7 (94.5)                 | 35.8 (96.4)                 | 40.6 (105.1)                | 31.4 (88.5)                 | 27.2 (81.0)                 | 21.5 (70.7)                 | 20.7 (69.3)                 | 40.6 (105.1)                |
| متوسط درجة الحرارة الكبرى °م (°ف)                                                                                                  | 3.9 (39.0)                  | 6.6 (43.9)                  | 11.4 (52.5)                 | 16.2 (61.2)                 | 21.3 (70.3)                 | 24.4 (75.9)                 | 26.6 (79.9)                 | 26.1 (79.0)                 | 21.4 (70.5)                 | 16.0 (60.8)                 | 9.2 (48.6)                  | 4.4 (39.9)                  | 15.6 (60.1)                 |
| المتوسط اليومي °م (°ف) | −0.2 (31.6)                 | 1.7 (35.1)                  | 6.0 (42.8)                  | 10.8 (51.4)                 | 15.8 (60.4)                 | 19.0 (66.2)                 | 21.0 (69.8)                 | 20.3 (68.5)                 | 15.7 (60.3)                 | 10.7 (51.3)                 | 5.1 (41.2)                  | 0.9 (33.6)                  | 10.8 (51.4)                 |
| متوسط درجة الحرارة الصغرى °م (°ف)                                                                                                  | −3.6 (25.5)                 | −2.3 (27.9)                 | 1.6 (34.9)                  | 5.9 (42.6)                  | 10.5 (50.9)                 | 13.7 (56.7)                 | 15.6 (60.1)                 | 15.4 (59.7)                 | 11.3 (52.3)                 | 6.8 (44.2)                  | 1.8 (35.2)                  | −2.0 (28.4)                 | 6.2 (43.2)                  |
| أدنى درجة حرارة °م (°ف) | −21.0 (−5.8)                | −20.2 (−4.4)                | −15.2 (4.6)                 | −5.1 (22.8)                 | −1.1 (30.0)                 | 3.6 (38.5)                  | 6.3 (43.3)                  | 5.5 (41.9)                  | −1.0 (30.2)                 | −5.9 (21.4)                 | −12.7 (9.1)                 | −17.6 (0.3)                 | −21.0 (−5.8)                |
| الهطول مم (إنش) | 35 (1.4)                    | 38 (1.5)                    | 57 (2.2)                    | 60 (2.4)                    | 83 (3.3)                    | 107 (4.2)                   | 94 (3.7)                    | 112 (4.4)                   | 99 (3.9)                    | 78 (3.1)                    | 69 (2.7)                    | 61 (2.4)                    | 893 (35.2)                  |
| متوسط أيام هطول الأمطار (≥ 0.1 mm)                                                                                                 | 9.0                         | 8.0                         | 10.0                        | 13.0                        | 14.0                        | 15.0                        | 13.0                        | 12.0                        | 11.0                        | 10.0                        | 11.0                        | 11.0                        | 137.0                       |
| ساعات سطوع الشمس الشهرية | 86                          | 118                         | 148                         | 185                         | 237                         | 242                         | 277                         | 253                         | 191                         | 143                         | 90                          | 67                          | 2٬037                       |
| المصدر: Slovenian Enivironment Agency (ARSO), sunshine hours are for: Maribor Edvard Rusjan Airport 1981-2010 (data for 1981-2010) |                             |                             |                             |                             |                             |                             |                             |                             |                             |                             |                             |                             |                             |

## معرض صور

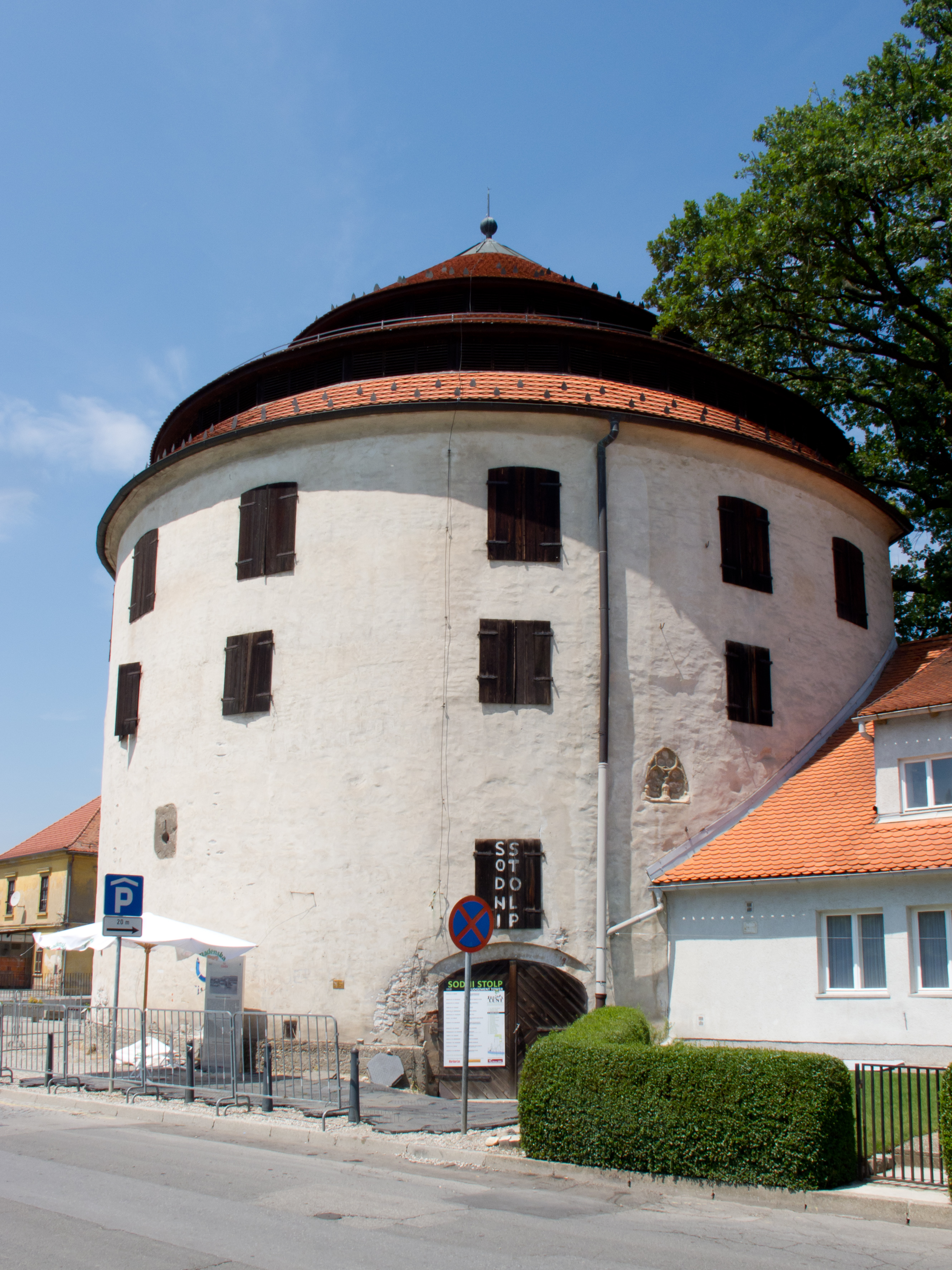
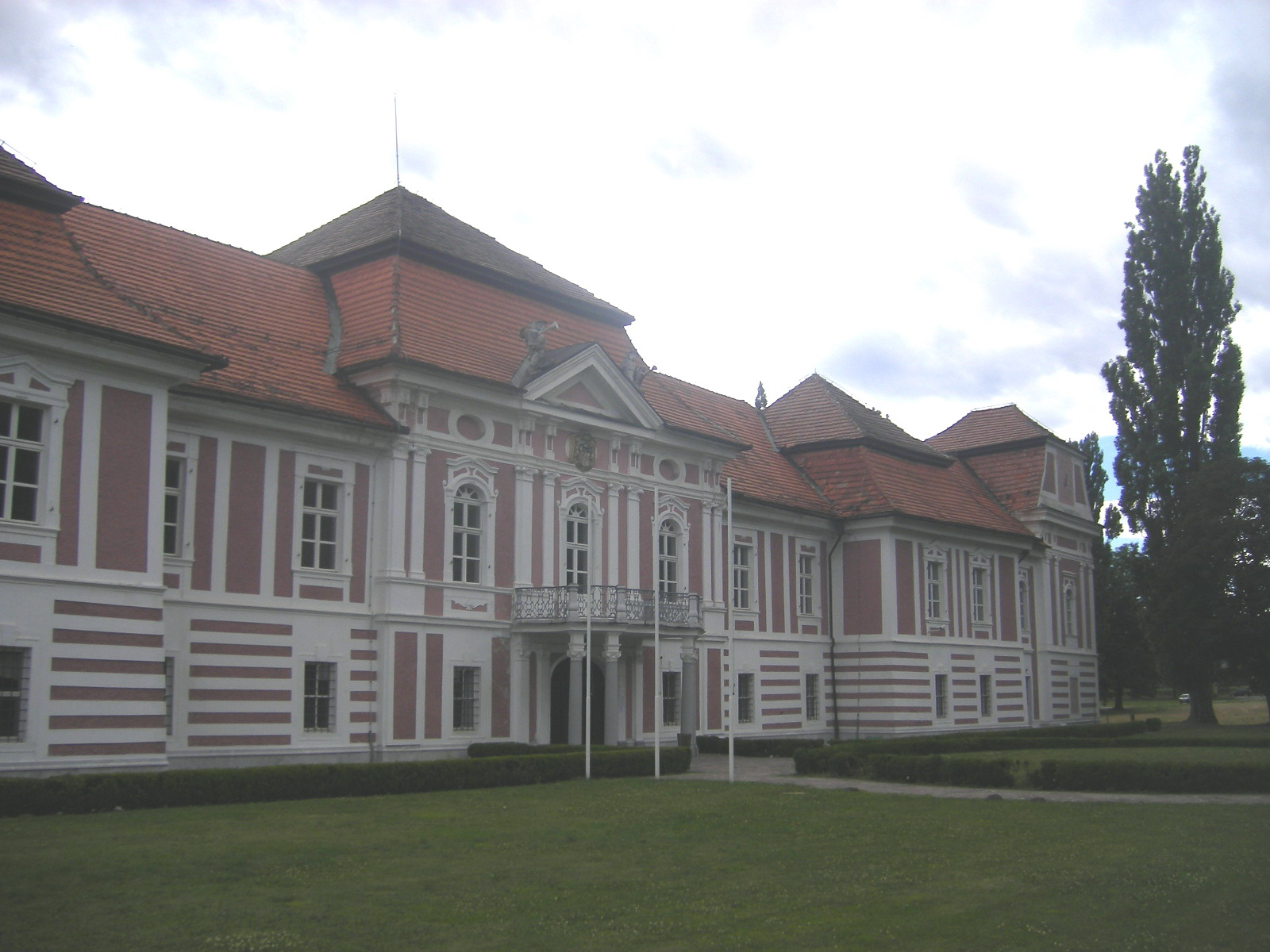
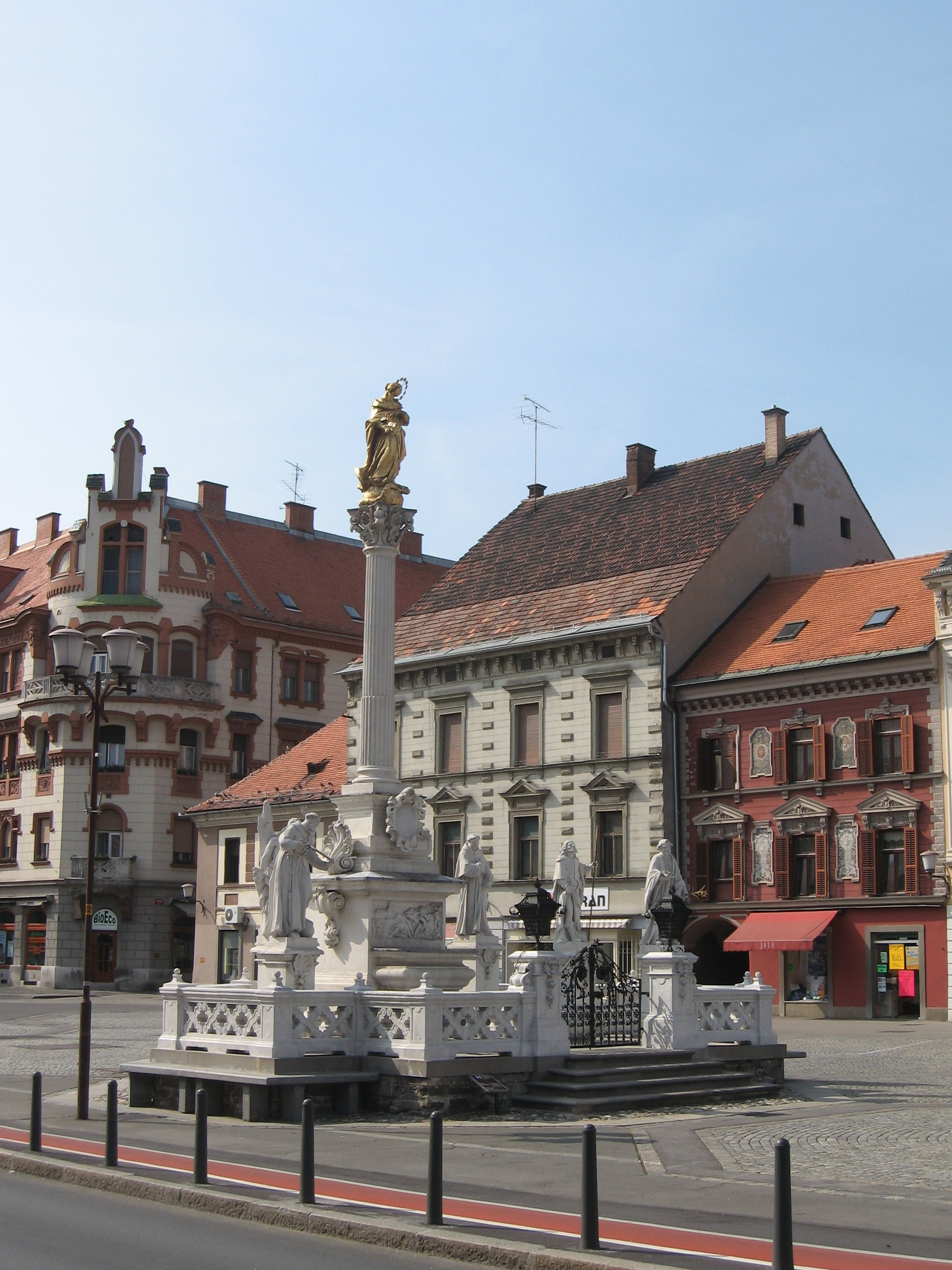
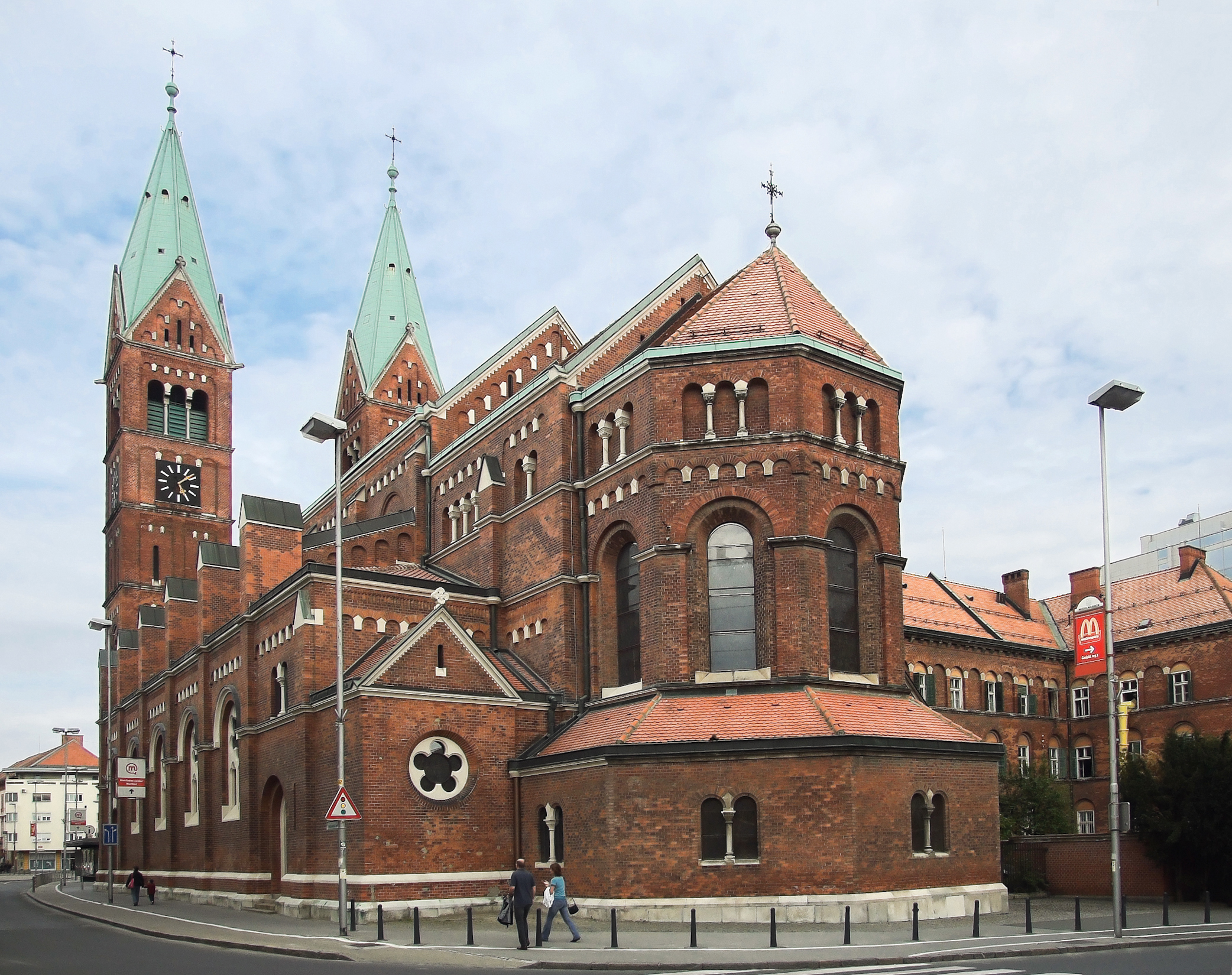

## توأمة
لماريبور اتفاقيات توأمة مع كل من:
- غراتس (22 أكتوبر 1987 - )[13]
- حي غرينتش الملكي
- كرالييفو
- ماربورغ
- Pétange [الإنجليزية]‏
- سانت بطرسبرغ
- أوسييك
- أوديني
- براتيسلافا
- أوريول

## أعلام
- ساني بيتشيروفيتش
- فيد بيليتش
- دانيلو تورك
- بولونا هيركوج
- مايا كيوتش
- ليون شتوكيل